# Ancistrum
Ancistrum là một chi thực vật có hoa trong họ Hoa hồng.